# Erwin Gustav Niessl von Mayendorf
Erwin Gustav Niessl von Mayendorf (ur. 20 lipca 1873 w Brnie, zm. 15 lipca 1943 w Lipsku) – niemiecki lekarz neurolog i psychiatra, profesor neurologii i psychiatrii na Uniwersytecie w Lipsku.

## Życiorys
Jego ojcem był Gustav Niessl von Mayendorf (1839–1919). Studiował medycynę i filozofię na Uniwersytecie Wiedeńskim i Uniwersytecie Fryderyka Wilhelma w Berlinie. Od 1900 roku specjalizował się w neurologii w Lipsku pod kierunkiem Paula Flechsiga, we Wrocławiu i w Halle pod kierunkiem Carla Wernickego, w Monachium i Hamburgu. Podczas I wojny światowej służył jako lekarz wojskowy w szpitalu wojskowym w Brnie. W 1908 w Lipsku habilitował się z neurologii na podstawie pracy Klinische und anatomische Grundlagen der Amnesia verbalis kinaesthetica. W 1925 został profesorem neurologii i psychiatrii.
W 1938 roku na kongresie neurologicznym w Paryżu przedstawił hipotezę, według której ciało modzelowate zawiera włókna spoidłowe łączące dwie półkule mózgu.

## Wybrane prace
- (1926) Henschens Prioritätsstreit um die Entdeckung der Sehsphäre. (Eine Berichtigung)[1]
- (1926) Über die sog. Brocasche Windung und ihre angebliche Bedeutung für den motorischen Sprachakt[2]
- (1909) Ueber die physiologische Bedeutung der Hörwindung[3]
- (1907) Die Diagnose auf Erkrankung des linken Gyrus angularis[4]
- (1926) Vom Sehhügelstiel des inneren Kniehöckers[5]